# Perisama tryphena
Perisama tryphena är en fjärilsart som beskrevs av William Chapman Hewitson 1857. Perisama tryphena ingår i släktet Perisama och familjen praktfjärilar. Inga underarter finns listade i Catalogue of Life.

## Bildgalleri

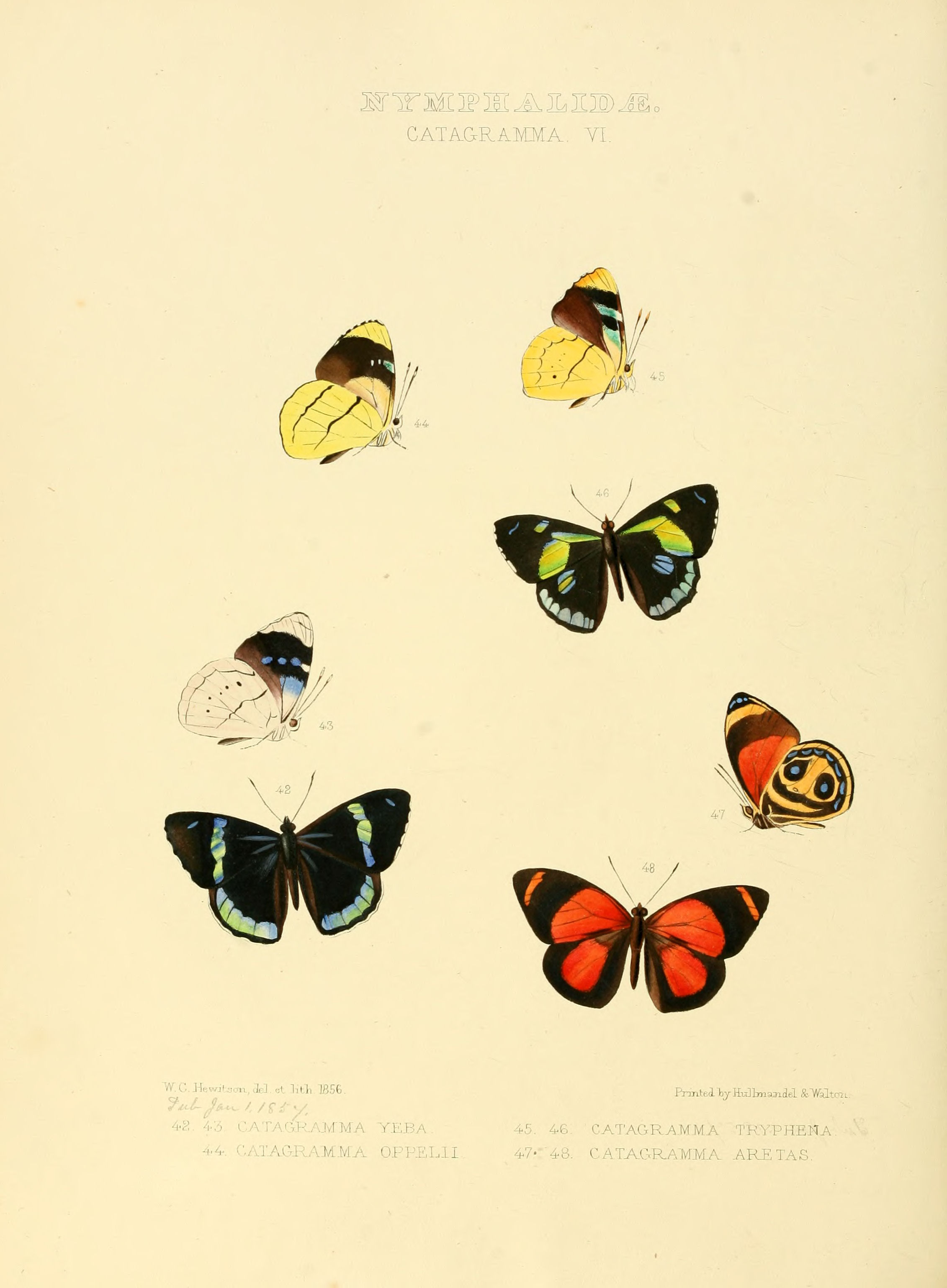